# Cunila
Cunila  é um gênero botânico da família Lamiaceae

## Espécies
Apresenta 43 espécies:
Cunila angustifolia Cunila arechavelatoe Cunila arechevaletae
Cunila bracteolata Cunila buchanani Cunila capitata
Cunila coccinea Cunila crenata Cunila fasciculata
Cunila fragrans Cunila fruticosa Cunila galioides
Cunila glabella Cunila glabra Cunila hispida
Cunila incana Cunila incisa Cunila leucantha
Cunila longiflora Cunila lyrata Cunila lythrifolia
Cunila mariana Cunila menthiformis Cunila menthoides
Cunila microcephala Cunila montana Cunila nepalensis
Cunila origanoides Cunila paniculata Cunila piperita
Cunila platyphylla Cunila polyantha Cunila pulegioides
Cunila pycnantha Cunila ramamoorthiana Cunila secunda
Cunila spicata Cunila stachyoides Cunila stricta
Cunila tenuifolia Cunila thymoides Cunila tomentosa
Cunila verticillata